# Bomaanslag in Kabul op 27 januari 2018
Op 27 januari 2018 vond er een bomaanslag plaats in de Afghaanse hoofdstad Kabul. Een zelfmoordterrorist bestuurde een ambulance die vol zat met explosieven, kwam vervolgens door een controlepost heen, door te beweren dat hij een patiënt vervoerde, en blies zichzelf op in het centrum van de stad. Er vielen 103 doden en ruim 235 gewonden. De Taliban hebben de aanslag later opgeëist.
De explosie vond plaats op een plek met veel diplomatieke vertegenwoordigingen; op die plek stond eerder nog het gebouw van het Afghaanse Ministerie van Binnenlandse Zaken, maar ook het hoofdkwartier van de Afghaanse politie, het gezantschap van de Europese Unie en vele ambassades, waaronder die van India, Nederland en Zweden.